# Myrsine pearce
Myrsine pearce là một loài thực vật thuộc họ Myrsinaceae. Đây là loài đặc hữu của Peru.